# Zygmunt Dreszer
Zygmunt Dreszer (ur. 27 czerwca 1888 w Mszczonowie, zm. 15 lipca 1947 w Jerozolimie) – polski polityk socjalistyczny i działacz kolonialny, poseł na Sejm w latach 1919–1921.

## Życiorys
Był synem Jana Augusta (1863–1931, adwokat, notariusz, działacz niepodległościowy) i Emilii z domu Rusch. Jego braćmi byli Gustaw (1889–1936), Rudolf (1891–1958, generał), Juliusz (1892–1937, oficer, adwokat). W 1900 wraz z rodziną przeniósł się do Częstochowy, gdzie jego ojciec założył prywatną kancelarię. W tym mieście bracia Dreszerowie uczęszczali do Gimnazjum Rządowego. W trakcie nauki w gimnazjum Zygmunt Dreszer zaangażował się w narodowy ruch robotniczy (był członkiem NZR). Maturę uzyskał w 1907, po czym przeniósł się na studia politechniczne do Lwowa, by po 1909 kontynuować jej w Liège. W 1914 uzyskał tam tytuł inżyniera chemii. W czasie studiów w Belgii był członkiem Drużyn Strzeleckich, prezese Zjednoczenia Młodzieży Polskiej Zagranicą i Organizacji Młodzieży Postępowo-Niepodległościowej. Podczas I wojny światowej był kurierem Polskiej Organizacji Wojskowej na trasie Kraków – Warszawa. Od czerwca do lipca 1915 był żołnierzem 1 pułku ułanów Legionów Polskich.
W styczniu 1919 wybrany w Zamościu do Sejmu Ustawodawczego z list PPS, mandat sprawował do grudnia 1921, po czym zrezygnował z działalności poselskiej. W czasie wojny polsko-bolszewickiej 1920 był podchorążym w 1 pułku szwoleżerów i szefem Oddziału II sztabu 2 Dywizji Jazdy, urlopowany w październiku 1920 jako poseł.
W maju 1926 na prośbę Ignacego Daszyńskiego koordynował akcję strajkową PPS w Warszawie. Pod koniec lat trzydziestych wraz z rodzeństwem (Gustawem i Rudolfem) związany z Ligą Morską i Kolonialną, był instruktorem tej organizacji.
W małżeństwie z Heleną Ferlińską miał syna Jerzego Jana (ur. 1917).